# آدم كارسون
آدم كارسون (بالإنجليزية: Adam Carson)‏ هو موسيقي أمريكي، ولد في 5 فبراير 1975 في وكياه في الولايات المتحدة.

## وصلات خارجية
- آدم كارسون على موقع IMDb (الإنجليزية)
- آدم كارسون على موقع ميوزك برينز (الإنجليزية)
- آدم كارسون على موقع إن إن دي بي (الإنجليزية)
- آدم كارسون على موقع أول ميوزيك (الإنجليزية)
- آدم كارسون على موقع ديسكوغز (الإنجليزية)
- آدم كارسون على موقع قاعدة بيانات الفيلم (الإنجليزية)